# Портрет женщины (картина Климта, 1916)
«Портрет женщины» или «Портрет дамы» или «Женский портрет» (нем. Bildnis einer Frau или Porträt einer Dame) — картина австрийского художника Густава Климта, написанная между 1916 и 1917 годами. Является единственной известной на сегодняшний день «двойной работой» художника: изначально на ней была изображена женщина в широкополой шляпе, затем Климт переписал её. С 1925 года полотно хранилось в Галерее современного искусства Риччи-Одди в городе Пьяченце (Италия). В 1997 году оно было похищено во время ремонта здания. После кражи картину называли «одним из самых разыскиваемых произведений искусства». С момента кражи периодически появлялась информация о её обнаружении, но найденные картины оказывались подделками. В декабре 2019 года оригинальное полотно было найдено музейными работниками в тайнике на территории самой Галереи. В январе 2020 его подлинность была подтверждена. На текущий момент стоимость картины оценивается в 66 млн долларов США.

## Описание картины
Портрет написан между 1916 и 1917 годами. Размеры картины: 60 х 55 сантиметров. На ней вполоборота изображена женщина с каштановыми волосами, с полуоткрытым ртом, пристально смотрящая на зрителя. Её платье и фон картины написаны в живом экспрессионистском стиле оттенками синего и зелёного цветов. Помада и розовые щёки яркими пятнами разбавляют общую блёклость палитры, а маленькая чёрная родинка, расположенная под глазом, добавляет героине некоторое кокетство.
В 1996 году было сделано открытие: полотно оказалось единственной известной на сегодняшний день «двойной» (то есть впоследствии переписанной) работой Густава Климта. 18-летняя студентка Клаудиа Мага (итал. Claudia Maga), специализирующаяся по истории искусств, обратила внимание на схожесть поз женщин на картине «Портрет женщины» и на другой, считавшейся утраченной картине 1910 года. Она сделала фотокопии обеих работ, а затем с помощью кальки наложила друг на друга; силуэты женщин идеально совпали. Свою догадку Мага озвучила директору музея, который решил провести рентгеновское исследования картины. После изучения полученных снимков (см. иллюстрацию ниже), догадка студентки была подтверждена. Этому открытию была посвящена документальная программа телеканала BBC и готовящаяся выставка, в преддверии которой полотно было похищено.

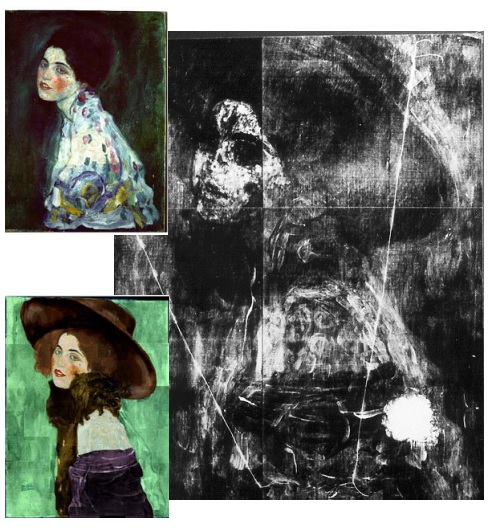
Сравнение «Портрета женщины» 1916 года (вверху) с «Портретом женщины в шляпе» 1910 года (внизу) и рентгеновским снимком картины (справа)
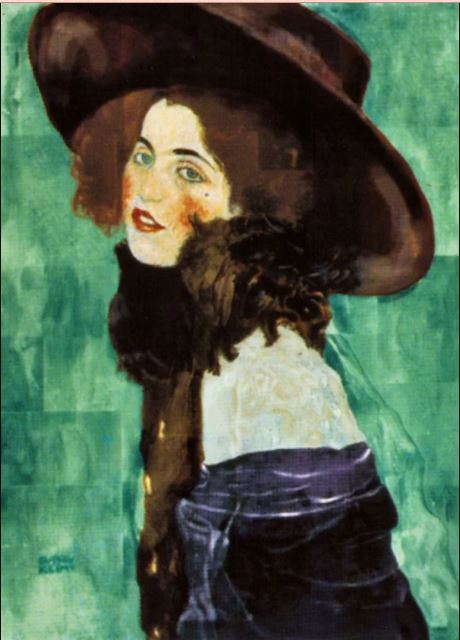
Изначальный вариант картины. 1910 год

На первоначальной картине была изображена женщина (предположительно Мария Мунк, по другой версии Альма Малер) в широкополой шляпе и шарфе на зелёном фоне. Считается, что она была возлюбленной Климта, с которой тот познакомился в Вене. Исходное полотно выставлялось в Дрездене в 1912 году и в виде единственной цветной иллюстрации было опубликовано в журнале «Velhagen und Klasings Monatshefte» (XXXII—XXXIII. 1917—1918, стр. 32). После смерти изображённой женщины, художник мог переписать её портрет, чтобы так заглушить боль от своей утраты.
Искусствоведы высоко оценили находку Клаудии Мага:
Произведение бесценно, потому что это две картины, расположенные одна над другой, поэтому, несомненно, оно обладает уникальностью, которая делает его бесценнымАнна Селлери, искусствовед, эксперт Национальной библиотеки Болоньи
Перерисованный вариант картины в 1925 году приобрёл итальянский коллекционер Джузеппе Риччи Одди. Он завещал своё собрание городу Пьяченца (Италия), и после его смерти коллекцию выставили в галерее современного искусства, названной в его честь.

## Кража
В 1997 году в галерее проводились ремонтные работы, и часть картин была удалена из экспозиции. После подтверждения догадки Клаудии Мага о том, что художник переписал свою работу, её планировали вывезти на специальную выставку в Ратушу. Именно ремонт и предстоящая выставка обеспечили идеальное прикрытие для кражи, поскольку предполагалось, что картина была упакована в ожидании переезда.
Галерея сообщила о краже 22 февраля 1997 года, однако, согласно криминалистическим реконструкциям, полотно было похищено в предыдущие три дня. До сих пор остаётся неясным, каким образом было совершено преступление. Ещё больше запутало полицию обнаружение на крыше музея тяжёлой рамы от картины. Она была слишком большой, чтобы её можно было протиснуть в единственное мансардное окно. Неизвестно, как и почему она оказалась на крыше. Тем не менее, рассматривались версии, что полотно могли поднять наверх при помощи удочки или даже что ворами могли быть акробаты. В 2014 году сообщалось о возобновлении расследования, так как на раме были обнаружены следы ДНК, которые могли принадлежать преступнику. Однако выйти на его след так и не удалось.
После кражи картину называли «одним из самых разыскиваемых произведений искусства». Газета «Коммерсантъ» включила это преступление в список «Самых громких похищений последнего десятилетия».

## Розыск
За двадцать лет поиска картины, сообщения о её обнаружении появлялись около семи раз. Однако найденные полотна оказывались подделками.
Например, уже в апреле 1997 года, спустя полтора месяца после пропажи, на итальянско-французской границе полиция перехватила пакет, предназначавшийся беглому экс-премьер-министру Италии Беттино Кракси, скрывавшемуся от правосудия в Тунисе. В пакете находился фальшивый, ещё даже пахнущий краской, «Портрет женщины». Выдвигались версии, что политика хотели или очернить, приписав ему причастность к краже, или же обмануть, продав ему подделку.
В ноябре 2015 в СМИ появилась информация, что похититель готов вернуть картину, но требует за неё выкуп в 150 000 евро. После того, как полиция отказалась обсуждать возможность выкупа, группа городских художественных ассоциаций и учреждений объявила о готовности собрать необходимые средства для возвращения полотна в музей.
В 2016 году Британская вещательная корпорация BBC провела собственное расследование, в ходе которого журналисты разыскали вора, специализирующегося на произведениях искусства. Сначала он заявил, что в 1997 году консультировал полицию по поводу этой кражи, а затем сознался журналистам, что именно он её и совершил. Также он сообщил, что на самом деле картина из музея похищалась дважды. Первый раз в ноябре 1996 года, когда из шумихи, поднятой в прессе, он узнал, что «Портрет женщины» — двойная работа Климта. Преступник якобы зашёл в музей и просто подменил оригинальное полотно копией. В феврале 1997, когда планировалась выставка, вор понял: искусствоведы могут обнаружить, что полотно — фальшивка, а в ходе дальнейшего расследования под подозрение мог попасть его сообщник в галерее, помогавший с кражей оригинала. Поэтому было принято решение похитить из музея уже копию. Рама на крыше служила при этом для отвода глаз и запутывания следов. Впоследствии он сбыл оригинальное полотно за деньги и наркотики. Имя вора BBC не раскрывала, заметив, что в настоящее время он помогает полиции в расследовании ряда других преступлений в сфере искусства в обмен на иммунитет от судебного преследования.

## Обнаружение
В декабре 2019 года на территории галереи Риччи-Одди проводилась расчистка стен здания от плюща. В ходе этой работы садовником был обнаружен закрытый люк, в котором находилась похищенная картина, завёрнутая в чёрный пластиковый пакет для мусора. Неясно, пролежала ли она в этом тайнике всё время с момента кражи, или всё-таки покидала территорию музея, а затем была подброшена. Полотно находилось в прекрасном состоянии, из-за чего некоторые искусствоведы засомневались в его подлинности, но в январе 2020 подлинность была подтверждена. Полиция заявила, что предстоят новые экспертизы на предмет обнаружения оставленных отпечатков пальцев и других улик. В феврале 2020 года она допросила вдову бывшего директора галереи — Стефано Фугазза (ит. Stefano Fugazza), скончавшегося в 2009 году. В его дневниках были найдены записи о том, что он размышлял об инсценировке похищения картины для создания ажиотажа и привлечения дополнительного внимания к выставке и к самому музею. Однако после кражи полотна он записал: «Теперь, когда „Портрет женщины“ исчез, будь проклят тот день, когда я позволил себе такую глупую детскую мысль».
После обнаружения оригинала, журналисты итальянской газеты Libertà сообщили, что получили письмо, от двух мужчин, якобы похитивших картину. В нём они сознавались в краже, а также заявляли, что ранее уже сообщали полиции о месте нахождения полотна, но полиция им не поверила и на их заявление никак не отреагировала. Юристы газеты обратили внимание, что с момента кражи прошло более двадцати лет, а значит вышел срок давности преступления, и похитителям наказание не грозит.
В настоящее время «Портрет женщины» выставлен в отдельном зале галереи. Его охраняют вооружённые полицейские. Стоимость картины оценивается в 66 млн долларов США.